# Fate/stay night角色列表
Fate/stay night角色列表為PC平台十八禁文字冒險遊戲《Fate/stay night》登場的角色。
配音人員根據動畫版、劇場版/PlayStation 2版配音聲優，而動畫、劇場版、PS2相同者則省略。原作遊戲並無聲優配音。
※ 註：
- 台版配音排列順序為Animax【A台】／衛視中文台【衛視】，有兩種不同版本；若未另外加註，則為兩版本同一人。
- 港版配音排列順序則是【電視動畫第1作】「Fate/stay night」／【劇場版第1作】「Fate/stay night UBW」／【電視動畫第2作】「Fate/stay night [UBW]」。

## 主角
衛宮士郎（Shirou Emiya）
配音：杉山紀彰、野田順子〈童年〉（日本）；劉傑、雷碧文〈童年〉／鍾少庭、李明幸〈童年〉（台灣）；陳旭恆／郭俊廷／張振熙（香港）
身高：167cm，体重：58kg
男主角。穗群原（Homurabara）學園高中部二年級學生、見習中的魔術師、10年前冬木（Fuyuki）市大火中的少數生還者之一。被身為魔術師的衛宫切嗣所救並收養，受衛宫切嗣的影響，是個英雄迷，並發誓長大之後一定要成為“正義的夥伴”拯救所有受到苦難的人們。所以只要是他人的請求他從不會拒绝。擅長分析物件構造（可以解析眼中所見的任何東西的構造）和修理電器，有著輕微的毒舌屬性（成為Archer後更為明顯）。
雖然是魔術師，不過除了構造把握、強化和投影以外，只有半吊子入門水平的魔術能力，由自然干涉组成的攻击魔术完全不行，也因此自身雖然有高達27條魔術回路但是卻沒多少魔力。因為一年半前打工的时候發生意外，在右肩留下一道火燒的傷痕，在禮射時男性要露出右肩，以此原因而退出弓道社。早上為和食派，曾有一段時間教櫻作飯，領悟性高的櫻很快就學會了。在料理方面不管是日式還是西式都很擅長。在飲食方面對於紅茶、日本茶及咖啡一律平等，唯獨不喜歡喝梅昆布茶。酒量不好，頂多是撐一下的程度。愛好是修理東西，曾經幫藤村大河的祖父藤村雷画改造摩托車，而從雷画那裡拿到大量的零用錢。而加入弓道部的契機，是因為看到體格劣於他人卻不服輸的性格，雷画推薦他學習弓道。在此之前的相撲似乎也是雷画推薦的。
天生就對劍特別喜好，看到武器心中便會浮現相關的知識（在投影上可以產生幫助），也可用此技能判別武器的真偽，所以確定英雄王背後的武器每一把都是真品，HF線時，士郎看到寶石翁的愛劍澤爾里奇，雖無法完全理解但仍可以將一部分投影出來。此外弓術也早已到達了大師的境界，「箭矢呢，是在射出前就已經射中的」，因此他唯一的失誤只是因為他本來就沒有要讓箭矢擊中紅心。魔术的实质与Archer相同，是其心象風景“固有結界—無限劍製”。由於本身的屬性是較為特殊的「劍」，可以投影所有理解範圍內的武器（所有武器中以劍的耗魔最具效率，也能投影防具，但通常需要二至三倍的魔力），因此在UBW線中與英雄王匹敵（因為本身能使用的魔術迴路太少，所以透過跟遠坂凜進行性行為建立魔術迴路以支撐結界），固有結界—無限劍製由於與Archer的心象風景不太相同，因此唱誦的咒文也有一些差別，此外雖然Archer與士郎有相當大的實力差距，但在此線與Archer對戰的過程中士郎逐漸吸收Archer的戰鬥經驗，再加上Archer當時魔力的殘存量只餘下不足十分之一，因此兩人處於勢均力敵的狀態，也是讓士郎後期能在與英雄王的近身戰中取得優勢的契機。
在目睹Archer的戰鬥後發現Archer的招式比Saber傳授的劍技更加容易上手（Saber曾為此表達不滿），原因是Archer的戰技是最適合士郎修練的技巧。士郎之後開始模仿Archer的動作，並在HF線某一個平行世界之中，使用鶴翼三連擊倒黑化Saber。
根據投影的規則，就算完美的投影出寶具，在神秘度上也會比原先的寶具降低一個等級。但是在投影劍的過程中，會自然了解劍的一切，包含持有過劍的人的劍術武技，所以只要投影出來的劍都能夠立刻的上手使用，彷彿是自己曾用過的劍一樣，但並非是投影出來就能直接像原本的持有者那樣運用自如，還是有很大的部份依賴士郎本身學習到的劍術和戰鬥經驗。
在HF線中失去了左手，因而接受了Archer的左手，綺禮曾對兩人的肉體契合度異常之高感到驚訝，即使如此，由於Archer的左手擁有遠遠超越於現在的士郎所擁有的大量魔力迴路、戰鬥經驗、投影知識，所以需要以扼殺魔力的聖骸布緊緊封印住，藉此騙過身體，若是輕率使用，反而會被手臂侵蝕，解決的方法之一是透過自身的鍛鍊，在未來成長至足以駕馭左手後，才能不依靠圣骸布的幫助独自封印。此外，士郎可使用手臂中所累積的投影知識，在與Rider聯手決戰黑化Saber的途中，也投影出英靈衛宮所曾投影的結界寶具－熾天覆七重圓環（Rho Aias）。
（這裡的聖骸布為言峰綺禮在教會時代藏起來的“聖瑪爾定的聖骸布”；Archer身上所穿的“紅色外套”【赤原禮裝】似乎是他作為自由魔術師生活時某個愛好咖哩的聖職者--“希耶爾”轉讓的）※註：希耶爾為同世界觀作品「月姬」的女主角之一，詳細請參考『月姬 希耶爾』。
士郎破格的自我治療能力是來自十年前切嗣為挽救其性命而植入他體內的Excalibur劍鞘「遺世獨立的理想鄉（Avalon）」，此寶具必須與Saber建立契約以及她的魔力才能發動，靠近Saber效果更明顯。
此外英雄王的乖离剑Ea是在「劍」這個概念出現前即存在的兵器，因此士郎和Archer無法投影。
擁有魔術：構造把握、投影(可複製英靈的戰技)、強化、無限劍製（Unlimited Blade Works）
戰技：鶴翼三連

## 女主角
Saber
配音：川澄綾子（日本）；雷碧文（台灣）；郭碧珍／柚子蜜／莊巧兒（香港）
身高：154cm，体重：42kg，三围：B73/W53/H76（cm），属性：秩序（存在意義）・善（目的意義）
本作Saber線－Fate的女主角。第四次聖杯戰爭與第五次聖杯戰爭擔任Saber職
與士郎訂定契約·劍兵的英靈，是個擁有一頭亮麗金髮與深綠眼睛的美少女，額頭正上方有一根呆毛。她的職階（Class）被譽為所有从者中最優秀的。性格忠誠老實，一本正經，不愛言談，也很有責任感，對於第四次聖杯戰爭的事幾乎不談，不過有時也會顯現出少女該有的樣子。到Fate線後半段亦對士郎產生了愛情。
因為她和士郎的魔力“路径（Path）”不通畅的缘故，士郎因而無法給她提供魔力，必須自行由食物裡補給（於遊戲Fate路線中是以跟士郎性交來補充魔力，動畫版與PS2版是移轉魔術刻印），但跟遠坂凜後實力有些提升（UBW路線），特别喜歡獅子。
其真正身份為不列顛傳說的英雄亞瑟王，真名為阿爾托莉雅・潘德拉貢（Altria Pendragon，Altria是Arthur的女性寫法）的女性，擁有亞瑟王的神劍「約束勝利之劍（Excalibur）」，但平時用「風王結界（Invisible Air）」令劍處於隱形狀態（因為知名度高到光看到劍的外觀就足以暴露真名）。
來到現世，目的只有一個：取得聖杯並回到過去，讓比自己優秀的人成為國王。裝置於士郎體內的寶具是Saber曾經遺失的劍鞘「遺世獨立的理想鄉（Avalon）」，是當年切嗣為了救士郎而放在士郎體內的，因此就算受了極近瀕死狀態的傷勢都能夠順利的復原，也是士郎能召喚出Saber的媒介。Avalon是傳說中亞瑟王死後到達的「理想鄉」，連五大魔法都無法對其干涉，不過使用者也無法對外部進行干涉。技「風王鐵鎚（Strike Air）」是將風王結界裡的超高壓縮空氣向敵人全部釋放使出的攻擊。另有一把武器「石中劍」是亞瑟王另一件遺失的寶具「必勝黃金之劍（Caliburn）」，由士郎投影出來的複製品威力可以一次殺死狂戰士七條命，官方尚未公布真品實際破壞力。就如傳說中她以潘德拉剛（Pendragon）之名示人， 她是肩負起守護國家之任的擁有不列顛龍種因子的人，因此帶有龍屬性。
詳細資訊参照「Fate/Zero saber」。
在Fate線及2006年動畫中親手破壞聖杯消失。
在HF線中則遭到黑影侵蝕變成士郎他們的最大敵人。
在Unlimited Blade Works線的Good End中則是唯一生還的從者（True End則是和Fate線一樣親手破壞聖杯後消失）。
雖在FGO有登場但基本沒有關於她的故事描寫，只有另外版本的她才有描敘另一個亞瑟王，有趣的事目前光亞瑟王就已佔滿七個不同職階。
2011年4月29日，英国的综合性日本文化网站《Japanator》（Japanator.com）公布十大英国籍日本动漫角色排行榜（The 10 best British anime characters），Saber名列第一。大陆动漫刊物《动画基地》曾在2006年左右推出过一款随刊附送的Saber手办，为仿制宫川武制作的1/6比例持剑Saber手办，但由于作形极度粗糙，使手办外形异常惊人和令人发笑，被爱好者讽刺为“邪神”。原型制作者得知后想方设法获得到一份副本并与原型展览于工作室展示柜，评价为“能够‘治愈心灵，让人心境平静’的产品”，由于表情造型扭曲而导致不同角度表情也有所变化，Clayz的社长评价为“连原作者都做不到”。

職階技能：
- 對魔力：A

對A級以下的魔術全部免疫。實際上，現代的魔術師完全無法傷害Saber。
- 騎乘：B

能夠靈活駕御較為優秀的坐騎和交通工具，但不能駕御魔獸、聖獸。
固有技能：
- 直感：A

戰鬥時，總是能「感覺」到對自己最合適的展開的能力。
敏銳的第六感已經接近於預知未來。
乾擾視覺、聽覺的妨害對其效果減半。
- 魔力放出：A

使武器或自身的肉體附上魔力，在瞬間將其放出時能力會得到提升。
- 統御力：B

能夠指揮軍隊的天生才能。領導力是稀有的才能，即使對一國之君來說B級也足夠了。
持有的寶具：
- 風王結界（Invisiable Air）

等級：C
性質：對人寶具
範圍：1～2
最大捕捉：1人
不可視之劍。雖然簡單，但在白刃戰中能發揮出極大的效果。是被強力魔術所守護的寶具，劍本身並不是透明的。
- 必勝黃金之劍（Caliburn）（※無法使用）

等級：B
種類：對人寶具
距離：1~30
最大捕捉：－
石中劍。將這把劍從石中拔出的阿爾托莉雅成為了不列顛之王
傳說亞瑟王在某場戰役中因憤怒從背後攻擊敵人，違反了騎士道，此劍應而折斷。
選王之劍。在正確的王手裡，能發揮出和誓約勝利之劍（Excalibur）同等的威力，但劍身會因為無法承受阿爾托莉雅的魔力而崩壞。
設計較為奢華，更多是儀式用劍。
衛宮士郎在夢中曾經看到過此劍。
- 誓約勝利之劍（Excalibur）

等級：A++
性質：對城寶具
範圍：1～99
最大捕捉：1000人
光之劍。並非是人造的武器，而是星隕所鍛造的神造兵器。在聖劍的範疇中也是立於頂點的寶具。是將所有者的魔力轉化為「光」，通過壓縮·加速增加運動能量，使神靈級魔術的行使成為可能的聖劍。
- 遺世獨立的理想鄉 （Avalon）

等級：EX
性質：結界寶具
最大捕捉：1人
展開劍鞘時，將自身置於妖精鄉中後就可以排除六次元以下的干涉，不過使用者也無法對外部進行干涉。該寶具因被Saber遺失，因此是存在於現世的寶具。愛因茲貝倫在康江爾所挖掘出，作為召喚亞瑟王的觸媒交給切嗣的東西。最初被切嗣埋入愛麗絲菲爾的體內，後來用於從冬木大火中拯救衛宮士郎。
- 閃耀於終焉之槍（Rhongomyniad）（※無法使用）

等級：A++
種類：對城寶具
範圍：1～99
最大捕捉：900人
亞瑟王所持有的聖槍。鎖系星辰的風暴之錨。傳說其真正的模樣是連接世界表裡之塔。真名解放時階級和種類都會發生變化。即使有著十三拘束對其真實力量的限制，仍然散髮著星辰般的光輝，終焉之柱——聖槍其本體為固定世界表層的『光之柱』。
借由與『拯救世界的星之聖劍』同等過程的十三拘束的存在，使之得以勉強作為寶具成形。聖槍即為連接世界表裡（固定世界表層）（現實與幻想）的「光之柱」，據說一旦將槍拔出 （解開），會導致建立於當世物理法則之上的世界剝落（現實就會從世界剝離墜落），令被人們視為存在於過去的眾多幻想法則出現。正因為她是立於神代與幻想的最後的 「王」，才能擁有這蘊含著極強力量的聖槍。
通過解放真名，聖槍能釋放在世界盡頭閃爍的力量的一部分。為瞭解放真名，需要將總計十三個的拘束解開近半數。
職階技能：
- 對魔力：B

能把發動需要詠唱三節以下的魔術無效化。即使是大魔術、禮儀咒法之類的，也很難造成傷害。因染上了黑暗而有所下降。
- 騎乘：-

不可能精妙地操縱韁繩，變得無法先考慮騎行獸或乘坐物的界限再運用。事實上騎乘技能被看作是喪失了。
固有技能：
- 直感：B

戰鬥時，總是能「感覺」到對自己最合適的展開的能力。
敏銳的第六感已經接近於預知未來。
因內心充滿了殺意，為了保住理性不讓自己暴走，集中力有所下降且對外界的注意變得疏忽，因而降到B級。
- 魔力放出：A

使武器或自身的肉體附上魔力，在瞬間將其放出時能力會得到提升。
實際上，因盔甲受大聖杯的魔力強化，防禦力大幅上升，但因為更笨重而減低敏捷。
- 統御力：E

過去作為崇高的王吸引與鼓舞士兵的魅力不復存在。由於以恐怖來率領，統率力上升但士兵的士氣極為低落。
持有的寶具：
- 風王結界（Invisiable Air）

等級：C
性質：對人寶具
範圍：1～2
最大捕捉：1人
不可視之劍。雖然簡單，但在白刃戰中能發揮出極大的效果。是被強力魔術所守護的寶具，劍本身並不是透明的。
- 必勝黃金之劍（Caliburn）（※無法使用）

等級：B
種類：對人寶具
距離：1~30
最大捕捉：－
石中劍。將這把劍從石中拔出的阿爾托莉雅成為了不列顛之王
傳說亞瑟王在某場戰役中因憤怒從背後攻擊敵人，違反了騎士道，此劍應而折斷。
選王之劍。在正確的王手裡，能發揮出和誓約勝利之劍（Excalibur）同等的威力，但劍身會因為無法承受阿爾托莉雅的魔力而崩壞。
設計較為奢華，更多是儀式用劍。
衛宮士郎在夢中曾經看到過此劍。
- 誓約勝利之劍（Excalibur）

等級：A++
性質：對城寶具
範圍：1～99
最大捕捉：1000人
劍身染上了不吉的黑色。就像湖之精靈存在善惡（薇薇安和摩根勒菲）兩面，聖劍也有反面。
話雖如此，作為聖劍的「格」依然是最高。通過劍身將所有者的魔力變換成光、擊出這一性能也沒有變化，但其光改變成和刀身同樣的漆黑的暗色。
- 遺世獨立的理想鄉 （Avalon）

等級：EX
性質：結界寶具
最大捕捉：1人
展開劍鞘時，將自身置於妖精鄉中後就可以排除六次元以下的干涉，不過使用者也無法對外部進行干涉。該寶具因被Saber遺失，因此是存在於現世的寶具。愛因茲貝倫在康江爾所挖掘出，作為召喚亞瑟王的觸媒交給切嗣的東西。最初被切嗣埋入愛麗絲菲爾的體內，後來用於從冬木大火中拯救衛宮士郎。
- 閃耀於終焉之槍（Rhongomyniad）（※無法使用）

等級：A++
種類：對城寶具
範圍：1～99
最大捕捉：900人
亞瑟王所持有的聖槍。鎖系星辰的風暴之錨。傳說其真正的模樣是連接世界表裡之塔。真名解放時階級和種類都會發生變化。即使有著十三拘束對其真實力量的限制，仍然散髮著星辰般的光輝，終焉之柱——聖槍其本體為固定世界表層的『光之柱』。
借由與『拯救世界的星之聖劍』同等過程的十三拘束的存在，使之得以勉強作為寶具成形。聖槍即為連接世界表裡（固定世界表層）（現實與幻想）的「光之柱」，據說一旦將槍拔出 （解開），會導致建立於當世物理法則之上的世界剝落（現實就會從世界剝離墜落），令被人們視為存在於過去的眾多幻想法則出現。正因為她是立於神代與幻想的最後的 「王」，才能擁有這蘊含著極強力量的聖槍。
通過解放真名，聖槍能釋放在世界盡頭閃爍的力量的一部分。為瞭解放真名，需要將總計十三個的拘束解開近半數。
遠坂凜（Rin Tohsaka）
配音：植田佳奈（日本）；楊凱凱／傅暐霖（台灣）；黃紫嫻／魏惠娥／顧詠雪（香港）
血型：O型，身高：159cm，体重：47kg，三围：B77/W57/H80（cm），生日：2月3日（原先是2月4日，後改成2月3日）
本作凜線—Unlimited Blade Works的女主角。
與士郎就讀同一所學校的美女魔術師。為有着悠久歷史的魔術名門遠坂家的繼承人，傳說遠坂家祖上的大師父是“第二魔法使”-基修亞·澤爾里奇·修拜因奧古（於HF路線中略有所提），而远坂家世代为冬木市这块土地的管理者，繼承先父的遺志參加聖杯戰爭。
在學校扮演著優等生的身份，但事實她是一名愛嘲諷和作弄別人的小惡魔型少女，但同時也是一個愛照顧人的大姐姐（為傲嬌的代表人物之一）。作為魔術師有著高強的實力，得意的魔術為流轉及變換，凜的主要魔術迴路有四十道，輔助有三十道，魔术屬性為五大元素，能使用世間大多數的魔术。士郎的最大魔力值為二十～三十之間；凜則有五百以上，能儲蓄的魔力量接近一千。不過經常在重要的地方發生失誤。像在召喚從者時，忘了時鐘快一小时導致召喚出了差錯。（實際上時間沒出差錯也是一樣的結果）
曾看到操場上不斷努力試圖跳過不可能高度的士郎，被其挑戰的精神影響，而開始在意士郎的存在，櫻也有看到這一幕，當時兩人都在校內，櫻在教室中看到，而凜則是從別處看。
在HF線中，由伊莉雅對士郎進行精神轉移，使士郎能夠投影出魔道翁的愛劍（寶石劍－澤爾里奇），寶石劍為可以被修拜因奧古的家系所使用的跳躍式魔劍，據士郎描述，其複雜度相當高，其使用的魔術理論量，就算用上英靈衛宮全部的知識，此劍仍是未知世界的理論，也如尚處幼年期的人類所到達不了的，遙遠的未來的常識，所以最後投影出的東西為虛有其表的贗品，不過凜在對抗黑櫻時仍藉由寶石劍使用了第二魔法的部分能力，其威力宛如小號的「誓約勝利之劍（Excalibur）」，據凜敘述，櫻與凜的瞬間魔力輸出量約為一千單位，即使櫻擁有幾乎無限的魔力量，一次最多釋放的量為一千，凜則是從空間中汲取大氣中的魔力，聚集至一千單位後釋放，等到該空間魔力枯竭後，再利用平行世界的原理，從別的空間汲取魔力，使之可以和櫻勢均力敵。
令咒位於右手腕上，左手臂則有繼承自父親的魔術刻印。使用魔術的話，凌晨兩點左右跟他的波長最吻合。最喜歡貓和辣的食物，擅長的料理是中華料理，但是缺乏和食的知識，連味噌湯的作法都不知道。喜歡的飲料為紅茶，據說酒量也不錯，不過一旦喝醉酒就會進入狂暴狀態。曾經因為想睡好覺而再睡前喝點酒，結果不小心錯喝成伏特加而馬上倒下。印有貓咪圖案的杯子及睡衣服為美綴綾子贈送。
凜擅長的是「寶石魔術」以及「咒彈（Gandr，一種北歐流傳的疫病詛咒魔術）」。一般魔力在自己體外後容易氣化難以保存，但是遠坂的血統與寶石相性相當的高，可以把自己多餘的魔力保存，日積月累下來下的威力相當可觀；其中凜有十顆加起來威力高達A+可傷害從者的寶石，但是在Saber的對魔力下無用。此外，凜的咒彈因為魔力密度相當高，能夠像子彈一樣，以射擊的方式射出攻擊。但只能對付人類，對從者沒有任何效果。由於寶石魔術是屬於用完即丟的方式，花費相當的大，凜其實是個貧窮的大小姐。
標準的刀子嘴豆腐心，雖然說話方式相當冷酷，但其實心很軟。在三線中雖然表示自己會和士郎自相殘殺，實際上透過組成共同戰線等方式來和士郎並肩作戰，在士郎失去Saber時也沒對士郎痛下殺手，僅使用會讓人發燒的魔術，以及抹去士郎記憶等方式。曾表示自己可以毫不留情的殺人，但實際上很少真正痛下殺手，HF線時對士郎說自己可以毫不猶豫的把櫻殺死，但最後靠近櫻時卻不忍下殺手。
在UBW線與Caster進行魔術戰，為了保護士郎所以用光了自己的寶石。雖然凜以魔術是無可能打敗Caster，但在Caster認為自己勝利之際，被凜以體術反擊。
UBW線結局與士郎成為情侶，一同到位於英國的魔術協會“時鐘塔”進修。
在FGO中以分為兩位女神登場是本人個性，就本人描敘說是哪個時空的凜突然有一天變成女神。
間桐櫻（Sakura Matou）
配音：下屋則子（日本）；林美秀／雷碧文（台灣）；潘芳芳／王夢華／陳雪瑩（香港）
身高：156cm，体重：46kg，三围：B85/W56/H87（cm），生日：3月2日，血型：O型
本作櫻線—Heaven's Feel的女主角。
間桐慎二的義妹，比士郎低一個年級，在同年級之中是出名的美人。是弓道社社員。在士郎面前總是充滿笑容，擁有沉穩的性格。作為慎二的妹妹與士郎初次相識時，雖然本性善良溫柔，但卻陰暗沉悶，有用頭髮遮住臉的習慣。
在士郎受傷之後，以照顧士郎為契機進出衛宮家(實為受間桐臟硯所指使，監視他们誤以為的「衛宮家繼承人」士郎的舉動)，向士郎學習烹飪，由對烹飪一竅不通的人成長為技巧超越士郎的烹飪高手，同時由於藤村大河和衛宮士郎的影響，性格變得開朗，身材原本十分瘦弱，近年來則變得成熟性感，Fate故事發生之前的每日都到士郎的家準備早飯、晚飯。
Fate線和UBW線之中作為配角出現，故事中途便不在遊戲之中出現，只有結局時才露面。HF線的第一女主角，玩家能藉由櫻的故事線得知隱藏在Fate線和UBW線之後的Fate故事最為黑暗的真相。
第五次聖杯戰爭中代表間桐家出征，Rider真正的Master。
其本名是「遠坂櫻」，是凜的親妹妹，擁有和凜不相上下的強大魔術回路和很少見的虛數屬性。因魔術師家族一般只能把魔術刻印傳給其中一個繼承者所繼承，而間桐家由於水土不服，血統之中的魔術回路逐漸斷絕，要求过继一個擁有魔術迴路的人當繼承人，為了不浪費櫻的魔術回路，同時也為了履行間桐和遠坂兩家的盟約，第四次聖杯戰爭前夕，遠坂家家主，同時也是櫻和凜的父親——遠坂時臣將櫻過繼給間桐家成為養女（在屬性上凜和遠坂家的魔術契合度較高，故選擇凜做繼承人）。
間桐臟硯為了奪取聖杯，強行對櫻的身體進行改造，在其體內埋入圣杯的碎片而成为与伊莉雅蘇菲爾竞争的伪圣杯容器。由於技術的不成熟和臟硯刻意的安排，櫻不得不忍受十年以上從肉體到精神的巨大的痛苦，同時不斷受到臟硯的凌辱和折磨。期間，她本来黑髮黑瞳的樣貌因改造的關係，變成紫髮紫曈；本身強大的魔力也大多被刻蟲印所吸收，令她無法像凜一樣順利地使用大多数的魔術，凜也無法在學校裏感受到其魔力。在慎二目睹臟硯和櫻的關係之後，慎二也加入凌辱櫻的行列。雖然受到慎二粗暴的對待，但因為內心的善良，一直同情和憐憫沒有魔術才能的哥哥慎二。
國中初入學時，看到操場上不斷努力試圖跳過不可能高度的士郎，被他那執著的精神所感動而對其產生好感。在日後的相處（監視）中獲得士郎贈與的衛宮家鑰匙，認為士郎即是她黑暗生命中唯一的救贖。本以為跳高一事是自己與士郎獨有的回憶，之後聽到凜說出一樣的記憶（兩人都有看到），認為凜又搶走屬於自己的回憶而陷入絕望（黑化導火線之一），事後以魔力不足為由進入士郎的房間，對其表白心中的愛意、坦承相見，而士郎亦回應了她的心意，兩人也在此晚確立了彼此間的感情。
因為身體被改造為偽聖杯，在吸收英靈的過程之中，櫻做為人的本能逐漸喪失，同時污染聖杯的黑暗力量也影響著櫻，讓她在夜晚睡著之後以夢遊的形式，出外捕食路人（為了維護被刻印蟲撕咬的身體，衛宮士郎夜夜與櫻補魔）。
Saber被櫻吸收之後，成為黑化Saber。
間桐臟硯利用了櫻心中隱隱約約的對姐姐凜的羨慕和嫉妒，使得櫻內心的弱點極大化，最終在慎二試圖再次在床上侵犯櫻的時候，櫻跟黑影同化殺了慎二。
黑化之後的櫻吸收了眾多Servant的靈魂，被世間所有的惡所控制，成為黑色聖杯的化身。她來到柳洞寺地下的大聖杯前，召喚世間所有的惡的降臨。
被擊敗了臟硯後的言峰指出“根本就沒有黑櫻”，而是櫻為了保持自己受害者的身分而創造出來的假人格。櫻當場發火爆了言峰的心臟，似乎所言不假
最終，得知一切的士郎放棄了成為正義的伙伴，選擇了保護櫻。他和凜、Rider（櫻黑化之前使用一個令咒為代價命令Rider要保護士郎，因此Rider在故事後半段一直站在士郎這一邊）趕往柳洞寺地下試圖救出櫻。黑化Saber出現，攔住了士郎和Rider，放凜一個人趕去櫻那邊。
Rider和黑化Saber對決之時，士郎投影出偽·螺旋劍和盾牌，使用鶴翼三連擊殺了黑化Saber，隨後趕往大聖杯，投影出Caster的寶具萬戒必破之符（Rule Breaker），斬斷了櫻和黑影的聯繫，讓Rider救出櫻和凜。
- Normal End（櫻之夢）：

士郎用盡最後的魔力投影出黑化Saber的被約定的勝利之劍，毀滅了聖杯，自己的身體也因此破碎，形神俱滅。
櫻從噩夢中醒來，以為自己黑化後所做的一切只是噩夢，醒來後學長還在身邊。但是找遍整個屋子卻找不到心愛的學長，才知道一切不是噩夢。拒絕了姐姐遠坂凜住在一起的邀請，買下了衛宮士郎的房子，種上花草，在每一個鮮花盛開的春天等待愛人的歸來。她一年一年的等下去，直到成了一個老婆婆，直到生命的盡頭。
- True End（春天再臨）：

Rider和黑化Saber對決時，士郎只投影了一次盾牌，隨後擊敗了黑化Saber，趕往大聖杯，破除了櫻和黑影的聯繫，讓rider救出了櫻和凜。
之後又擊敗了擋在聖杯前的言峰綺禮，投影出被約定的勝利之劍，毀滅了聖杯。
最後一刻，伊莉亞出現，用第三魔法挽救了士郎的靈魂，並將士郎的靈魂存入容器之中。
不久之後找到士郎靈魂容器的Rider和櫻在凜的幫助下，將士郎的靈魂放入空白人偶（出自冠位人偶師“蒼崎橙子”之手）之中，讓士郎以和正常人幾乎沒差別的形態活下去。因為和聖杯連接的副作用，櫻獲得了巨大的魔力，Rider也因要分擔她的魔力而可以留在這個世界。※註：蒼崎橙子為同世界觀作品「空之境界」的重要角色之一，詳細可參考『空之境界 蒼崎橙子』。
因為士郎本身的魔術迴路並不算多，所以櫻可一人負責士郎和Rider的魔力補充（曾提及士郎因此有點操勞過度）。
在兩年之後的春天，留在衛宮家的櫻和士郎、Rider還有從倫敦留學回來的凜四人一起相約去賞花。
HF線劇場版動畫則採用了“春天再臨”為其結局，詳細可參考『Fate/stay night Heaven's Feel』。
FGO中有三種不同型態但性格跟本人天差地別。

## 御主（Master）
伊莉雅絲菲爾·馮·愛因茲貝倫（Illyasviel von Einzbern）
配音：門脇舞以（日本）；林美秀／雷碧文（台灣）；潘芳芳／鄧潔麗／陳雪瑩（香港）
身高：133cm，体重：34kg，三围：B61/W47/H62（cm）
爱稱「伊莉雅」（Iriya），七名御主之一，是「Berserker」的御主。愛因茲貝倫家的大小姐。愛茲貝倫家為了聖杯戰爭而養育長大的人造人，是本次聖杯戰爭之中最強的御主。
外表年約十歲左右實質上比士郎大一歲，士郎名義上的姐姐，有著一頭雪白長髮與紅色眼睛。
因為被家族當成道具，所以個性上有點扭曲；平常是坦率天真的女孩，不過也有冷酷無情的一面，是個令人聯想到雪的女孩。
衛宮切嗣的親生女兒，其母為愛麗絲菲爾·愛因茲貝倫，在上一屆聖杯戰爭擔任SABER的代理Master。
因為聖杯戰爭的緣故來到日本。來日本的目的之一就是來殺死當初背叛愛茲貝倫家、拋棄她的切嗣，得知切嗣死亡後便把注意力放在士郎身上。
故事一開始便以天使一般的身影與一無所知的士郎見面，稱呼他為「大哥哥」。同時兼具純真與殘酷於一身的她，背負了殺掉愛因茲貝倫的 背叛者——自己的父親衛宮切嗣的使命，但父親已死，所以對身為義弟的士郎感興趣。士郎本人在一開始並不知道伊莉雅與自己的關係。
居住在郊外的樹海中間的城堡里，從街道坐車需要一個小時的距離，不沿著雜木林走1公里的話是到不了樹海的。和她住在一起的除了Berserker之外還有她的兩位人造人女僕：莉茲和賽拉。森林中布有愛因茲貝倫家的結界，進出都會受到監視。並沒有特定的居住場所，進入時，魔力越高者越會受到強力的抵抗。　
身為御主的能力在歷代的御主中屬於最高級，擁有數倍壓倒通常魔術師的魔術迴路，本身就是為了讓愛因茲貝倫一族贏得聖杯戰爭而存在的。伊莉雅是所有路線中成為關鍵人物的少女，不過，只有在最後的路線里她的正體和本質才變得明了清楚。 　
在出生前已被改造，全身的魔術迴路組成聖杯，特別是其心臟為聖杯核心，因此在第二次性徵出现前，身體已停止成长。雖然沒有真正學過魔術，但她的魔術已經跳出了一般理論的結果，即使不知道使用方法憑著她的魔力也可能實現。
到現在為止跟聖杯戰爭有關資料，都以影象的形式記錄在腦海里。每天要睡半天。另外半天以優雅之姿活動。她的睡眠並非人類的睡眠，而是定期的機能停止。
本身是聖杯的容器，身為小聖杯的她負責接收戰敗從者的靈魂，當容納越多時會捨棄「不必要的人體機能」以容納英靈之魂，當七個英靈全部回收後就徹底剝離人類形態還原為小聖杯。她的肉體就會作為聖杯誕生的容器而被破壞。所以理論上只要聖杯戰爭出現勝利者並且大聖杯完全降臨，她就必然會死去。
在櫻線中處處表明人總要有取捨才能繼續生存下去不可能兩邊都獲得。士郎跟自己只能一方生存，兩人在一起是沒辦法活太久。
不過也有在Saber線活下去的例子在，然而即便如此也只剩下幾年的壽命，是注定活不久的少女。在Saber線結局中，居住於藤村大河家中，每天定期前往衛宫家探望士郎。但依打通全結局泡溫泉說這線過幾年依然還是會死亡。
在2015年動畫版UBW路線十五集被英雄王殺害，並奪取心臟死亡。屍體被士郎埋葬。
游戏（含Fans Disc）中有多处提到曾经设计有伊莉雅蘇菲爾的路线以及H場面，奈须的Q&A也承认过。
在《Fate/kaleid liner 魔法少女☆伊莉雅》中，與原作的設定不同，伊莉雅變成住在冬木的非常普通的女孩子。有一天遇到了自稱人工天然精靈的杖型魔術禮裝「萬花筒紅寶石（Kaleid Ruby）」，並且強制地被繫結契約，成為魔法少女·Prisma依莉雅。被萬花筒之杖原持有者的魔術師遠坂凜的命令之下，被迫幫忙回收階級卡片。平常喜歡看魔法少女的動畫DVD，願望是成為魔法少女。喜歡的人是士郎。就讀穗群原學園小學部，興趣是看動畫。跑50米短跑總是不輸給男生，但是卻輸給美游。
FGO連動就基本以魔法少女☆伊莉雅作行動，處處跟自己長得一樣的小黑彼此針對。有個冰之少女確實以Fate/stay個性跟記憶存在著但比較沒有過於凸顯的故事。
間桐慎二（Shinji Matou）
配音：神谷浩史（日本）；林谷珍（台灣）；鄧肇基／陳健豪（香港）
身高：167cm，体重：57kg
士郎的同班同學，與士郎曾經關係不錯，同時是弓道部副主将，但後來因為性格等原因而在第五次聖杯戰爭之中成為對手。也是間桐櫻的哥哥，對待自己名義上的妹妹櫻十分粗暴，曾因毆打櫻讓其留下傷痕而被士郎揍過。個性相當差勁，欺軟怕硬，好色、冷血，在男生之中如同公敵般受到敵視，但因外貌和家中有錢等原因受到一些女孩子歡迎。曾經追求過凜，卻被其無視。
雖然出生在魔術世家，但到了慎二這代已經完全沒有魔術迴路，不過仍具備相當魔術知識。因为持有櫻以令咒製作的「偽臣之書」，他也成了參加聖杯戰爭的御主，是「Rider」的御主。在三條路線之中，都有他帶著Rider襲擊無辜平民的情節（Fate和UBW之中是試圖吸取全校師生的生命力，而HF線之中則是在公園襲擊路人）。對自己是魔術世家傳承者的身分而感到自豪，起初對櫻還頗為照顧，緣由是他憐憫對魔術一無所知的義妹，直到他了解自己才是被排除在外的人時，慎二對櫻的態度才一百八十度的轉變。對慎二來說最大的悲劇，便是自己理想中的模樣與現實存在巨大差距，他滿心期望成為魔術師，卻完全沒有魔術才能，這份落差扭曲了他的性格。
在Fate線和2006年動畫版中失去Rider後，逃跑途中被Berserker殺死，HF線在企圖侵犯櫻時被失控的櫻殺死。只有UBW路線有存活，而在事件後擺脫對魔術的執著，據說日後性格回復成士郎最初認識的樣子，變成好哥哥。
言峰綺禮（Kirei Kotomine）
配音：中田讓治（日本）；林谷珍／黃天佑（台灣）；利耀堂／陳健豪（香港）
身高：193cm 体重：82kg 生日：12月28日 血型：B型
此次的聖杯戰爭擔任監督的神父，也是教會的「代行者（Executer）」，有著言行複雜常人不能理解的地方。曾參加过上次（第四次）的聖杯戰爭。遠坂凜的监护人及師兄，愛吃麻婆豆腐，雖是代行者，本作中並未使用過黑鍵（於HF線中綺禮曾提到若想與從者對戰取得勝利，必須配備代行者專用武器——黑鍵，關於黑鍵使用者，可參照月姬中埋葬機關的代行者－希耶爾（Ciel，シエル）。
第四次聖杯戰爭中利用遠坂時臣後将其殺害，最後與衛宮切嗣爭奪聖杯。第四次聖杯戰爭最後被切嗣射殺，但因為聖杯流出的黑色物質無法污染吉爾伽美什而逆流回御主身上，填補了他被射穿的心臟使他復活。詳細資訊可以參照《Fate Zero 言峰綺禮》。
與一般人的感官不同，對他而言所謂能感到愉快的事物皆為常人眼中的罪惡。喜歡看到人死亡和痛苦，十年前的災難對他來說也只是愉悅。事實上在第五次聖杯戰爭中，他是本次戰爭的最大作弊者，同時控制Lancer和吉爾伽美什兩個從者，方针是让Lancer试探对方实力，然后再让吉尔伽美什暗中收拾对方。對士郎來說是相當於「絕對惡」的存在。在三線中戰鬥方法與相當大的差異，Fate線中利用聖杯中溢出的詛咒攻擊，HF線中則是利用黑鍵及其超凡的肉體能力，甚至可與Assassin（真）匹敵。
此外綺禮也會使用中國拳法八極拳，但並非精通，本人表示只是模仿拳師拳路的架式，而沒有使用上內力，在Fate/Zero中也曾用此種戰鬥方式。會使用洗禮詠唱的技能，是聖典中以“神的教誨”來讓世界固定化的魔術基礎之中最大的對靈魔術，可讓徘徊世間的魂魄歸於無的神意之鑰，綺禮於HF線曾這此技能對付間桐臟硯。
年輕時是個相信道德與善是正確而對生來喜歡惡的自己感到痛苦，為了矯正自己能感受到常人所擁有的感覺做了非常多苦行與嘗試，而過去曾有位妻子，是個身懷死病，沒剩幾年能活的女子，綺禮是為了得到常人幸福的情感這個最終的嘗試才選擇她。綺禮嘗試讓自己像一個普通人一樣愛她，結果卻只能透過她的痛苦來得到幸福，對這樣的自己感到絕望，想在自殺與她道別。最後女子臨死前綺禮否認自己愛上她，但女子卻笑著以自殺的形式證明綺禮是能愛人有生存價值之人。女子去世後，綺禮想著既然要死為何不是自己親手結束她的性命而悲傷，而這個感情是想要享受她的死亡的自己的性質，還是真的愛著她要用自己的手結束的悲哀，這個答案浮現時他的思考總是中斷。雖然妻子的死並沒能改變綺禮，但這樣的想法等同否認女子死亡的價值。而不知為何，他不希望女子的死亡毫無意義而停止了自殺的行動，並且對長久以來信奉的神的教誨訣別接受了自己，開始尋找身為惡的自己活著的價值為何，而她的死成為綺禮學習治療魔術的契機。此外，他们的女兒卡蓮也被自認為無能力照顧好孩子的他交托給教會照顾，之後再也沒有見過她。因此，卡蓮的姓氏也隨母姓。
虽然對士郎來說是相當於「絕對惡」的存在，但是说到底，言峰綺禮并不是纯粹意义上的“恶”，而是无法感受常人的喜悦心情的“感情异常者”，在这一层面上说与过分崇拜正义到排斥自身存在的卫宫士郎是身为“感情异常者”的同类。
葛木宗一郎（Souichirou Kuzuki）
配音：中多和宏／寺杣昌紀（日本）；黃天佑／林谷珍（台灣）；利耀堂／袁德基（香港）
身高：180cm，体重：70kg。
穗群原学园的教師，忠誠老實、沉默寡言而非常严格的人物，在學生們之中的評價其實不壞，在柳洞寺寄宿。過去是殺手，是類似七夜一族的暗殺組織的一員，因為暗殺了一名政要，拒绝自殺，而在冬木市隱居。
本身並非Caster原本的御主，并非魔术师，故此沒有簽定令咒和契约。是偶然間救起了破除契約，殺害原御主的Caster，之後便以御主的身分和Caster一同行動。與其他的御主的後援相反，在Caster魔力強化下可跟從者戰鬥，曾有擊倒過Saber的紀錄，拳頭破壞力強到可以把一般人頭打爛，身體打穿。沒有任何慾望，純粹協助Caster取得聖杯。
但不論任何一个結局，兩人皆没有存活下來。在2006年動畫版第十九集中被英雄王殺害，Caster消失前向她聲明會幫助她實現願望。在2015年（UBW）動畫版第十七集中被Archer擊殺，同樣地，Caster消失前向她聲明會幫助她實現願望。
HF线中遭間桐藏硯操縱而死于Caster之手，此事件亦造成Caster的情感崩潰。
間桐臟硯（Souken Matou）
配音：津嘉山正種（日本）；黃天佑（台灣）
七名御主（マスター，Master）之一，是真Assassin的御主（僅限HF路線）。
慎二的祖先，真實身分是已存活500年之久的間桐家初代御主－馬奇里·佐爾根（配音：立花慎之介（日本）；翁瑞陽（台灣））。
刻印蟲之妖術師。雖然活了數百年，但因為肉體會持續耗損，所以要經常性的更換軀體。當肉體受到明顯的損傷後，能食用他人的肉體作為代替品復活。臟硯就是這樣不斷寄生在他人的肉體上繼續生存。只要靈魂還在，就可以繼續通過寄生生存。但是靈魂的記憶會不斷劣化，影響到身體的老化速度，作為肉體的部分其壽命一年比一年短，到現在已經不得不每數月就要更換一次身體。計畫得到聖杯以實現真正的不老不死。
隨著長久以來靈魂的劣化，性格變得非常扭曲，即便是自己的血脈也毫不留情。不論是櫻，還是當年的雁夜，都遭受過他蓄意的殘酷折磨。似乎對當年自願成為聖杯容器的「冬之聖女」莉姿萊希·羽斯媞薩·馮·愛因茲貝倫抱有特殊的感情。
在《Fate/Grand Order》中進一步說明他屬於所羅門七十二魔神柱中的巴爾巴托斯一系。可能由於他原本負責的時代早已過去，其家族的魔術刻印因此急速衰退。
阿特拉姆•加里阿斯塔
配音：福島潤（日本）；孫誠（台灣）
七名御主（マスター，Master）之一，是Caster的原御主。在游戏中未登场，在2015年动画版（UBW）登场。本名在外傳小說「君主·埃尔梅罗二世事件簿」中被透露。魔術協會的魔术师，由於家系傾向融合魔术和科学，被主流魔术師看不起，所以希望能藉由參加聖杯戰爭来取得地位。中東石油王之子，阿拉伯裔與西歐裔的混血兒。資金雄厚，性格自大，以大量的金錢来建立新式的魔術工房。原本打算召喚齊格飛，卻在拍賣會中競投用作媒介之用的「沾有龍血的菩提葉」失敗，轉而召喚美迪亞。
能将小孩作為材料变出魔术结晶，以此向Caster炫耀，但Caster不但反對他將小孩當作犧牲品的手法（表面上的理由是沒有效率，實為聯想到自己的孩子而不忍心看到孩子受罪），還在幾乎沒有準備的狀態下，用更短的时间制作出更大的结晶。與Caster在魔術上巨大的實力差距，重創他的自信，讓他对Caster的感情由原来的崇拜变成愤怒，用令咒命令Caster不能对他使用宝具。從此，他對Caster產生芥蒂，甚至還想要除掉自己的從者。
后Caster破坏他的魔術工房，放走所有小孩，並提出以柳洞寺為新據點的提案。見到Caster將自己的心血付之一炬之後，用两个令咒命令Caster自杀，但是由于Caster对自己使用Ruler Breaker无效后，被Caster用魔术陷入可怕的幻象并用火烧死。
巴潔特·法迦·克米茲（Bazett Fraga Mcremitz）
配音：生天目仁美（日本）
七名御主（マスター，Master）之一，魔術協會的封印指定執行者，是Lancer的原御主。
本作未登場。第五次聖杯戰爭中遭到言峰綺禮設計，被奪取左手的令咒（左手亦被砍斷），處於生死不明的狀態。
在「Fate/hollow ataraxia」中才正式登場，為該作的關鍵人物。

## 從者（Servant）
各從者的能力參數：
| 職階                  | 力量 | 耐久 | 敏捷 | 魔力 | 幸運 | 寶具 |
| --------------------- | ---- | ---- | ---- | ---- | ---- | ---- |
| Saber（與士郎定契約） | B    | C    | C    | B    | B    | C    |
| Saber（與凜定契約）   | A    | B    | B    | A    | A+   | A++  |
| Saber（黑化）         | A    | A    | D    | A+   | C    | A++  |
| Archer                | D    | C    | C    | B    | E    | ？   |
| Lancer                | B    | C    | A    | C    | E    | B    |
| Berserker             | A+   | A    | A    | A    | B    | A    |
| Rider（與慎二訂契約） | C    | E    | B    | B    | D    | A+   |
| Rider（與櫻定契約）   | B    | D    | A    | B    | E    | A+   |
| Caster                | E    | D    | C    | A+   | B    | C    |
| Assassin              | C    | E    | A+   | E    | A    | －   |
| Archer（金）          | B    | C    | C    | B    | A    | EX   |
| Assassin（真）        | B    | C    | A    | C    | E    | C    |

Saber
與「衛宮士郎」訂定契約·劍兵的英靈。其真正身份為不列顛傳說的英雄「亞瑟王」，真名為「阿爾托莉雅・潘德拉貢」（Altria Pendragon）的女性，擁有亞瑟王的神劍「誓約勝利之劍（Excalibur）」，但平時用「風王結界（Invisible Air）」令劍處於隱形狀態。
詳細資訊参照主要角色「Saber」。
Archer
配音：諏訪部順一（日本）；黃天佑／林谷珍（台灣）；李建良／蔡忠衛／李家傑（香港）
身高：187cm，體重：78kg 属性：中立·中庸
與「遠坂凜」訂定契約·弓兵的英靈。身上因帶著遠坂時臣留給凜的寶石項鍊而被召喚出來。經常嘲諷他人的現實主義者，不過與凜之間互相有著堅強的羈絆。
剛開始被召喚時，認為凜還是初出茅廬的新手魔術師，不願服從她，卻被惱羞成怒的凜下了「絕對服從於我」的令咒。原本這類模糊的令咒應是無效的，但在凜天賦異稟的資質下，讓Archer受到「一旦違逆凜的指令，身體就會稍微變得遲鈍」(動畫改成請稍微重視主人的話)的束縛。而Archer驚訝於凜的實力，於是認同她成為自己的主人。他本人自稱由於召喚時的事故忘了自己的真身為何。
拿手的技術是家事全能，凜曾稱讚過他泡的紅茶非常好喝。喜歡單獨行動，明明是Archer卻喜歡近身戰，拿手的武器是雌雄雙刀「干將·莫邪」，實力甚至能與Lancer正面對峙，而弓技直到Fate/hollow ataraxia才展現。投影能力相關等相同說明，請參照主要角色衛宮士郎。
本次聖杯戰爭唯一來自未來的英靈，真名是「衛宮（Emiya）」，是在未来達到理想、成為英雄的衛宮士郎。不計代價的去拯救人類，還挽救過世界的危機，但為了救人卻不得不犧牲一部份的人，不管如何努力都無法守住每個人的幸福，而即使如此努力卻未被任何人理解，到最後甚至還被自己所救的人害死，雖然如此，他還是無悔的迎接死亡。死前曾與世界立下契約，以成為英靈為代價獲得能拯救原本難逃死亡命運之人的力量，原本的肉體也因這力量而被改造。原本認為死後還能以英靈之姿救人是多麼美好的事，「生前無法達到的事成為英靈應該就能辦得了吧」，抱著這樣想法的他結果卻令他絕望，成為英靈後被召喚出來的地方只有由人創造的煉獄，結果他只能不斷殺戮，不是為了救人而只是將危害世界的人消滅，而不斷的重複下去。
他參與聖杯戰爭的目的是要殺死衛宮士郎，從而制造自己殺死自己的矛盾來抹滅成為英靈的事實，以中止這悲惨的命運。而他的另一個目標，則是讓自己的主人凜成為最後的優勝者。這是Archer在這次聖杯戰爭中的兩大行動準則。
因為是未來的英靈，所以完全沒有受到知名度的加成，做為英靈的基本能力和魔力也比其他來自於「視魔術和魔法為理所當然」時代的古老英靈還低，憑藉自身的豐富的戰鬥知識與無限劍製的能力來彌補與其他從者間的戰力差距。
當年衛宮士郎遭到Lancer刺穿心臟而瀕死時，凜以寶石中的魔力救回他的生命，隨後將項鍊遺留在現場，而不知緣由的士郎便撿起項鍊並在日後隨身攜帶，當作對救命恩人的紀念（官方情報中指出Archer生前參加的第五次聖杯戰爭結局近似Fate線）。所以，凜在沒有準備聖遺物的狀況下召喚從者才會召喚出Archer，因為兩人是由召喚對象擁有召喚者因緣物的特殊案例。
在Fate線中，擊殺Berserker六次後被擊敗（2006年動畫中為五次）。以當屆的從者而言，能突破「十二試煉」高達六次已是難能可貴的壯舉（其他的從者基本上最多只有二到三次左右）。
在UBW線中，在與士郎的對戰中恢復孩童的記憶從而想起父親對自己說過的話並喚起自己的初衷，在遲疑下被士郎擊中，承認了自己的敗北，後為保護士郎而承受吉爾伽美什的攻擊。在承受攻擊後靈核半毀，卻意外的仍沒有死亡，努力憑藉著意志力盡量地維持自己的存在。之後便在暗中一路守望著士郎與凜的戰鬥，並在關鍵之時出手救了兩人。最後對凜留下一句「『我』就拜託妳了」後消失。
HF线中被黑影击穿灵核，临死前在要求将自己的手臂移植给被黑影吞噬掉手臂的卫宫士郎后死去。

投影出凱爾特神話的魔劍「卡拉德波加（Caladbolg，另譯螺旋劍）」然后将其作为箭这种概念射出去，崩坏幻想是将宝具投影过后射出去，并且使其爆炸，造成A级的伤害。由於此劍投影所需的魔力量很大，所以衛宮無法進行連射。
赤原獵犬（Hrunting）
等級：???
性質：對人寶具
範圍：???
最大捕捉：???
衛官一把投影來作为箭矢的劍。只要射箭者還沒死亡，不管這把箭被擋住或擊落多少次都會持續追擊該目標直至該目標死亡為止；可連續發射，但每次都需要40秒的時間注入魔力，並未在本作中使用，而是在Fate/hollow ataraxia中使用。投影的原型是北歐神話裡貝奧武夫用來斬殺水魔的劍。
不毀的劍聖（Durandal）
等級：???
性質：對人寶具
距離：???
最大捕捉：???
查理曼十二勇士之聖騎士羅蘭之劍。是用赫克托耳的槍頭重鑄成的。
覆蓋熾天之七圓環（Rho Aias）
等級：???
性質：結界寶具
距離：???
最大捕捉：???
衛官的最強防禦用具。無限劍制本身只能容納劍，因此該寶具並非實體的盾而是概念武裝。外形為七瓣的花，每一朵花辦為一層，每一層都相當於古代城牆的防禦力。
原典是特洛伊戰爭中聯軍武將大埃阿斯的盾，他用其防禦了赫克托耳的投槍。盾為七層的青銅和牛皮，被赫克托耳之槍戳到只剩最後一層。是對投擲武器專精的防禦概念武裝。
Berserker
配音：西前忠久（日本）；黃天佑／黃天佑→林谷珍（台灣）；盧雄／利耀堂（香港）
身高：253cm，體重：311kg 属性：混沌·狂
狂戰士的英靈。是這次愛因茲貝倫家犯規召喚來的從者，以犧牲理性的方式換取壓倒性的破壞力。本身就是強大的英靈，再加上狂化的加成與寶具的保護，成為了白刃戰近乎無敵的怪物，可說是白刃戰最強的從者。
雖然失去了理性，但依然會本能地守護著作為御主的伊莉雅。
其真正身份為「赫拉克勒斯」，是希臘神話中最偉大的英雄，身高高達253cm。
召喚的媒介之後成為其使用的武器，由愛因茲貝倫家準備的神殿基石所製造。由於是精通各項武藝的英靈，具有除了Caster以外，其他六種職階的適應性，其中最適合的職階其實為Archer。本來擅長用弓，因為狂化的關係，原本的武裝及劍技無法使用。
2006年動畫中，在剩餘七條命的情況下，被士郎投影出的必勝黃金之劍（Caliburn）所殺死。
2015年（UBW）動畫中，被英雄王殺死。但在死之前他自己卻成功超越了自己的傳說（十二試煉已用完後，雖未能擊中卻還是對英雄王發動了最後一次攻勢）。
HF线中在黑化Saber和真assassin的缠斗中遭到黑影的吞噬，以黑化状态再次出现。最终在追击搭救伊莉雅的卫宫士郎的过程中，被卫宫士郎投影出的自己的宝具射杀百头（Nine Lives）击杀，死后灵魂流入了间桐樱的身体中。

Lancer
配音：神奈延年（日本）；林谷珍／孫誠（台灣）；陳健豪／郭湛深（香港）
身高：185cm，體重：70kg 属性：秩序·中庸
槍騎兵的英靈。個性自我中心、豪放不羈，重視約定勝於性命。對聖杯沒有興趣，只是想要找到好敵手大打一番。喜歡單獨行動與痛快淋漓的戰鬥，偵查任務是在Master命令下不得不為的工作。雖然講話和行為都很欠揍，其實本性相當善良。對凜十分欣賞。
真正身份為愛爾蘭凱爾特神話中半人半神的英雄「庫丘林」，因為是光之神魯格之子而有「光之子」的稱號。能使出快到難以看清的神速槍擊，速度之快被Archer稱為在以敏捷為要的槍手中也足以名列世界前三的高手。
學習過盧恩文字，可用其啟動魔術。程度是足以讓他當上Caster職階的水準，不過本人比較喜歡直接爽快的戰鬥，所以平時很少有機會使用（在Fate/Grand Order裡則首次以Caster職階亮相）。
一開始為了殺人滅口而追逐撞見自己與Archer之間戰鬥的士郎，反而促使士郎在情急之下召喚出Saber。
在Fate線與2006年動畫第二十二集中被英雄王消滅。雖說在2006年動畫與英雄王的戰鬥中被快速擊殺，然而在原著之中，他與英雄王的戰鬥維持足足半天，還給予英雄王一定程度的傷害。
在UBW線中，拒絕言峰殺死凜的命令，而遭到言峰以令咒下命自殺，被迫用魔槍貫穿自己的心臟，但因戰鬥續行的效果並未馬上死亡，在死絕前殺死言峰並成功解放凜的自由。最後以盧恩文字（盧恩字母）點火，讓自己與主人同葬火窟。
在HF线中被黑化樱捉住后，被真Assassin用妄想心音夺走心脏死去。

Rider
配音：淺川悠（日本）；錢欣／李明幸（台灣）；潘芳芳／王夢華／陳雪瑩（香港）
身高：172cm，體重：56kg，三圍：B88/W56/H84（cm） 属性：混沌·善
騎兵的英靈。擁有極高的機動性，因此擅長在特殊地形戰鬥，能靈活的在大樓間跳躍移動。使用可隱形的鎖鏈刃作為武器，但實際上她不太擅長肉搏戰，屬於以技能與寶具取勝的類型。
其真正身份為希臘神話中的女妖「梅杜莎」，因而有「妖艷的黑蛇」的稱號。曾經是美麗的女神，與兩位姊姊們都是舊希臘世界原有的古老神祇，但因雅典娜忌妒梅杜莎的美貌而對她下了的詛咒，被剝奪了民眾的信仰並被放逐到「無形島」，兩位姐姐則因掛念她而自願到島上與她一起生活。之後，有許多人為追求以美麗名揚天下的姐姐們而攻上無形島，梅杜莎則為了保護姐姐而殺害所有入侵者。但她卻在殺人過程中找到快感，慢慢墮落為名為戈爾貢（Gorgon）的怪物。到了最後終於失去自我，甚至殺死了她原本所保護的姐姐們。最後被青年英雄珀耳修斯所殺。
由於是以全盛時期的女神之姿被召喚出來的，所以並沒有展現出神話中蛇髮女妖的形態，雖說化為魔物時期更為強大。是兼具女神與魔物兩種特質的特殊英靈，因此也同時具有雙方的技能。而要過度使用魔物方的力量，就可能會墮落化為失去自我的怪物。
全盛時期的女神之姿也具備Saber職階和Lancer 職階的適配性，從女神即將變成戈爾貢（Gorgon）前的階段則具備Avenger職階的適配性。
保有技能與寶具數在從者中都十分優秀，具有強大的寶石級魔眼，能將所有以任何方式「觀察」她的人石化。
原為間桐櫻的從者，但由於櫻不願戰鬥而被迫聽命於持有「偽臣之書」的間桐慎二。非常關心著櫻，遠超過普通從者對主人的程度，雖說絕大部分是因為個人感情因素。櫻與Rider有著非常相似的境遇，讓Rider把自身經歷跟櫻重疊起來，發誓要避免她受到任何傷害。而對於以主人而言在各方面都不稱職的慎二，內心似乎有不小的不滿。習慣用面無表情的臉來掩蓋自己的情緒，但不代表她對周遭漠不關心。
因為慎二作為御主的資質實在太低落，使Rider的能力有大幅度的下降，甚至連士郎與她對峙時都能感受到她的力量完全不如Saber。但若是由櫻使役的話，戰鬥力會大幅上升，與御主為慎二時差了十萬八千里。
是個吸血種，能藉由吸血來補充魔力，對她來說這也是最有效也是最甜美的方法。
作為帶有魔物屬性的從者，她在與擁有「殺死怪物」這類傳說的英雄戰鬥時會較為不利。
在Fate線及2006年動畫中被Saber以寶具所敗，而在UBW線中則遭到Caster與葛木的偷襲而陣亡。在Heaven's Feel中則是唯一生還的從者。

Caster
配音：田中敦子（日本）；林美秀／傅暐霖（台灣）；黃紫嫻／錢惠玲／莎拉（香港）
身高：163cm 體重：51kg 三圍：B82/W57/H84（cm） 属性：中立·惡
魔術師的英靈。能夠使用自神話時代以後就不存在的高等魔術。並以柳洞寺當作根據地，擅長策略。
其真正身份為「美狄亞」，在希臘神話金羊毛中是以背叛和欺騙聞名的女巫，其實本來是位父慈弟愛的公主，卻被女神操縱命運使他愛上女神囑意的英雄伊阿宋，為了和他離開在被操控的情況下拋棄國家殺死自己弟弟，但伊阿宋最後卻和別國的公主結婚拋棄她，至此才從女神的操控下解脫，但已經失去一切，再也挽不回。最終以殺死自己的孩子來報復伊阿宋。
用計殺死前主人後，失去御主的她開始急速失去魔力，難以保持現世。在奄奄一息地倒在圓藏山腳下後，被葛木宗一郎撿到並帶進柳洞寺，與葛木訂下契約（非正式御主），之後和他產生了感情。
除了魔力外的其他屬性都不高，也沒有殺傷力大的寶具，更致命的是當界從者幾乎都具有抗魔能力，在單對單的戰鬥中可稱之為最弱的從者亦不為過。但利用陣地作成的能力，將柳洞寺化為強大的神殿，能在其中施展極度接近魔法的魔術。更利用地脈收集冬木市市民的精氣，囤積了非常大量的魔力。
因自身也是魔術師的關係，所以她利用了這個規則漏洞召喚出了Assassin。
在2006年動畫版第十九集，爲保護葛木而被英雄王消滅，消失前對葛木說，她的願望在取得聖杯前就已經實現了。(估计她的真實願望是與她相爱之人永远在一起。)
HF线中处于不明原因导致葛木死于自己之手，本人也当场陷入疯狂，随后被攻入柳洞寺的Saber和士郎击杀。死后被脏砚做成傀儡后与士郎、凛、Saber以及Archer对峙，最终再一次被Saber击杀后被间桐樱吸收。

Assassin
配音：三木真一郎（日本）；吳文民／孫誠（台灣）；陳健豪（香港）
暗殺者的英靈，但由於不是正規的Assassin職階，因此「氣息遮斷」會與正規的Assassin有所不同。對聖杯沒興趣，只是想與強者過招，是個風雅瀟灑的男子。
真名為「佐佐木小次郎」，日本民間傳說中的傳奇劍豪。但實際上並非本人，而是為符合佐佐木小次郎傳說而被召喚出來的無名劍士，與其說是英靈不如說是亡靈的存在。
佐佐木小次郎的出生不明，相關紀錄少而模糊，連是否實際存在都不能確定。現今成了只在人們口中以稀世劍豪宮本武藏的宿敵身分而廣為人知的傳說劍士。與其他在神話傳說中登場的英靈不同，「佐佐木小次郎」的傳說是由各種零碎的真實與傳言拼湊而成。據Assassin自己的說法，名為「佐佐木小次郎的劍客」與「手持物干竿的劍客」或許都真實存在過，但兩者絕非同一人，而『劍豪佐佐木小次郎嚴流』則是將上面兩者的形象拼湊混合才誕生出來的虛構人物。因為是不完整的傳奇，因此英靈座中雖有「佐佐木小次郎」的名號，卻沒有相對應的英靈。2006年動畫情節則描述他作為架空的英靈，只在傳說中存在，而歷史上不存在這個人物。但這次的違規召喚則讓Assassin成為了英靈座中「佐佐木小次郎」的對應英靈。
沒有任何寶具，但憑著一己之力練出了「秘劍·燕返」，能於同一時間零時差的斬出三刀，形成一個難以防禦的劍之牢籠。根據Saber所敘「燕返」所造成的「多重次元曲折現象」是單憑劍術而不靠任何寶具及魔術就達到的境界。完全不懂魔術的無名武藝者，卻有限度的達到了「第二魔法」的境界。
單論劍技的話是當屆眾從者中最強的，以此擊退各個來犯的從者，連理論上他根本傷害不了的Berserker，也在Caster的輔助下被擊退。即使是Saber對上他也無法有十足的勝算。
由Caster利用自身也是魔術師的規則漏洞召喚訂定契約，由於從者不能維繫從者與現世的連結，所以Caster用柳洞寺的山門作為Assassin的憑依，使得佐佐木不能離開柳洞寺的山門，只能充當守門人，變成類似地縛靈的存在。而且在召喚後得不到魔力補充，約略只能維持二十天左右，即使放著不管也會消失。雖然被綁定在山門，不過由於在柳洞寺結界外的攻擊，都會被結界減弱，所以從遠距離狙擊山門的佐佐木的效果不大。
在UBW線中，在Caster陣亡後因自身的特殊性而持續維持在世上，等待著與Saber再次對決。在最後戰役中現身阻擋Saber，然而Assassin自身的劍因品質比不上聖劍而隨交鋒漸漸損毀，使得Assassin最後使出的秘劍·燕返出現空隙而戰敗。
在HF線初期被Assassin（真）取代，故未有正式於HF線中出現。
在手機遊戲《Fate/Grand Order》中，進一步說明其起源是「無限」。

Archer（金）
配音：關智一（日本）；吳文民／黃天佑（台灣）；何偉誠／袁德基（香港）
身高：182cm 體重：68kg 生日：不明 血型：不明 属性：渾沌·善
本作的第八名从者，前回（第四次）聖杯戰爭中與Saber留到最後的英靈，最後Saber也因為找不到他象徵性的寶具而沒辦法得知他的真名，由於將寶具作為弓矢使用的方法，因此在第四次聖杯戰爭職階為Archer。
個性極端自大狂妄，完全的自我中心，是個用「唯我獨尊」來形容都不夠的男人，但本人自稱「不高傲何以為王！」。曾在前次對决時向Saber求婚但被拒。
其真正身份為英雄王「吉爾伽美什」，為蘇美傳說中烏魯克的國王。如果吉爾加美什認真起來將是本作最強，足以在一天之內就結束聖杯戰爭，但事實上在三個路線中他完全沒認真過。
可以抵抗聖杯的黑泥，他的高傲就連此世全部之惡的詛咒也沒有辦法污染，因絕對的自我在詛咒中被視為異物而結晶化被吐出，所以得到肉體。在停留現世的十年間，深覺現世的人類數量已經多到有太多無意義的人存在，於是企圖利用聖杯中的「此世間一切之惡」來「淨化」人類，認為只有活過這場災難的人才有資格接受他的支配。不過實際上，這是因為由黑泥受肉後才產生的現代文明型想法，與他原本神話時期保持中立的作法大相逕庭。
曾用過北歐的賦予支配之樹中劍（衍生出石中劍的劍，而更是其最根本的源流），並把士郎投影出的石中劍斬斷。
圣杯战争开始前就已经意识到间桐樱的黑圣杯的身份，并多次出现在间桐邸附近“建议”间桐樱失控前自杀。
厭惡Archer（英靈衛宮）與衛宮士郎，因其存在擁有複製物品的能力，稱其存在為贗品而鄙視。另一原因是無限劍製是少數可以對抗王之財寶的能力之一。
Fate线中在于Saber的缠斗中，对方的Avalon擋住自己的EA，最终被Saber击杀。
UBW线中与士郎在无限剑制中展开激战，在自己的王之财宝與对方的固有结界對決中，在试图拔出EA时被士郎的干将、莫邪砍断手臂，在準備給予士郎最後一擊時又被圣杯孔洞吸入，企图用天之锁锁住士郎逃出时被Archer击中头部后被圣杯吸走。
HF线中因为企图阻止暴走的间桐樱的吃人行为试图击杀对方，不料反被间桐樱的黑樱吞噬。

對魔力：E
对魔术的守护能力。不能直接无效化，只能多少减少些许伤害的程度。但因為其本身具備各式各樣的寶具，其中更不乏具備強大防禦機能的類型，因此實際上的對魔力會比帳面數值要更高。
單獨行動：A+
没有御主的情况下也能行动。
固有技能：
黃金律：A
擁有源源不絕的財運，不用為了花錢而煩惱。
統御力：A+
能夠統帥龐大的軍團，擁有接近魔力、詛咒的聲望。A+的等級已經超出了一般領袖氣質的範疇，而是接近對神靈的崇拜程度。
神性：B
身為最古老的英雄，為2/3的半神、1/3的半人。原本是A等級，但因為痛恨神而神性降低。
收藏家：EX
取得更好品質的道具的才能。雖然是一份連稀有道具也會頻繁地獲得的幸運，但由於只適用於吉爾伽美什本人，不會給Master帶來恩惠。
吉爾伽美什也是個財寶的收藏家。「收集了人間所有寶物」是吉爾伽美什的口頭禪，不過這並不是什麼比喻。他把在他的時代里產生的，所有技術的維形收集起來，收歸己有，並將其封印了起來。與其說是吉爾伽美什貯藏下來的財寶，不如說是「人類智慧的原典」其本身。
如果有什麼東西是在吉爾伽美什的貯藏里沒有的話，那將會是「新人類創造出的，以完全嶄新的概念來實現的東西」或者「以其他天體的智慧生命體的文明技術來實現的東西」的其中一樣。因此飛機和潛水艇當然都齊備了。儘管是在公元以前，人的慾望也沒有不同，而且，魔力健在時的古代技術並沒有遜色於近代的技術。人類所幻想的「希望的道具」基本上都實現，而每次都是被沒收到王的手裡去。
千里眼：EX
在吉爾伽美什激發體內的魔術師血統的時候，同時獲取的未來視能力，可以看穿一切未來的事物（除了同等擁有EX級別的千里眼的人可以選擇屏蔽，所以吉爾伽美什對所羅門和梅林並不瞭解）
持有的寶具：
王之財寶（Gate of Babylon）
等級：E～A++
性質：對人寶具
範圍：－
最大捕捉：－
開啟巴比倫寶庫並取出裡面的武器，裡面的武器都是英雄王死後流落各方並被其他英靈所使用寶具的原型版本。最常使用的方法是將武器像箭一樣投射出去。但其實正確的用法是根據敵對英靈的生前事蹟取用對應剋制的寶具來取勝。
其在內的物品並非只有武器，還有其他像是美酒之類的寶物。
天之鎖（Enkidu）
等級：？
類別：對神寶貝
範圍：1~30
最大捕捉：1
由蘇美爾神明所製作的鎖鏈，原本是用來將「天之楔」拉回神明方的神造兵器。
其作用為「對神的規戒」，曾被吉爾伽美什用於捕獲作亂美索不達米亞大地七年的神獸「天之公牛」古伽蘭那。被捕獲者神性越高鎖鏈的硬度也會隨之提高，越難掙脫。反過來說，對沒有神性的人來說，這不過是把相對牢固點的鎖鏈罷了，極少數的對神用武裝。
吉爾伽美什最信任也是最喜愛的寶具，其性能和威力在獲得王之財寶的加持下會更上一層樓。
天地乖離·開闢之星（Enumaelish）
等級：EX
性質：對界寶具
範圍：1～99
最大捕捉：1000人
傳說中開天闢地的劍。將風壓縮成互相擠壓的斷層將所有敵人粉碎。
本身威力與誓約勝利之劍相同，但是如果有寶物庫內的寶具強化，乖離劍的威力還能再大幅提升，能夠粉碎一切的劍。除非對肅正防禦等級或者同等級傷害的相殺，否則無法防禦。
乖離劍被吉爾伽美什表達為『認識「開天闢地以前曾為地獄的星球」之物』。
雖然屬於劍的範疇，但應該更接近杖。三塊石板各自表示天•地•冥界，各自向不同方向回轉顯示了世界應有的形態。這三塊全部合起來也表示「宇宙」。
全知全能之星（Sha Nagba Imuru）
等級：EX
類別：對人寶具
範圍：－
最大捕捉：1人
宛如星之光輝一樣遍及大地各處，看透萬象，是英雄王的精神昇華為寶具之物。永久發動型的寶具。
可以一眼看穿對手的真名或是寶具等等施加了多重掩藏的真實。雖然是永久發動的狀態，不過他有意限制了效果。
此寶具在FGO登場，在Fate/Grand Order之中為(吃下返老還童藥的英雄王)幼吉爾的寶具。
真Assassin（True Assassin）
配音：稻田徹（日本）；孫誠→翁瑞陽（台灣）
身高：215cm 體重：62kg 生日：不明 血型：不明 属性：秩序·惡
其真正身份為山中老人「哈桑·薩巴赫」，中東暗殺組織首領「咒腕的哈桑」，御主為間桐臟硯。僅在HF線中出現。
藉由佐佐木小次郎為媒介而出現，為正規的Assassin職階。剛召喚出來時沒有知性，直到奪取Lancer的心臟才開始有所提升。其願望是讓世人能夠知曉他的真名，而不是稱號山中老人。使用妄想心音杀死刚摆脱黑影束缚的Lancer。协作黑影捕捉Saber。
与言峰的战斗中，使用妄想心音击中言峰，但由于言峰没有心脏，反而被言峰用黑键钉在树上，言峰消灭间桐臟砚的肉体后缺乏魔力，来到黑化樱处，臟砚要求黑化樱与其契约，黑化樱拒绝后将其吞噬。

Avenger
在第三次聖杯戰爭中，由愛因茲貝倫以異國的經典作為觸媒，作為第八個職階「復仇者（Avenger）」而召喚出來的無名反英靈。象徵著「世界一切之惡」的存在，也是造成聖杯汙染的原因。
其真正身份為安格拉·曼纽（Angra Mainyu），原身只是名普通青年，出生在信仰瑣羅亞斯德教的村莊，不曾接觸到魔術與神秘而平凡的成長。直到有一日，村人為證明全世界的人皆擁有善性，決意創造出一個象徵世界一切之惡的存在，而青年就被背上世界所有的罪惡而獻祭。青年被冠上了惡神安格拉·曼纽之名，遭受以人彘方式進行殘忍的凌虐。既被村人當作惡魔而憎恨，也被村人當作「救贖象徵」而供奉，即便方式錯誤，他仍舊成為拯救人類的英雄。
被祭之後數年痛恨村里的人們，但後來卻由於不知道該恨誰而接受了人類。由於真名受到咒術所剝奪，所以世界上已無任何地方、任何人知道青年原本的名字。在作為愛因茲貝倫的Servant而被召喚時，只擁有青年本身的力量，不具備任何一項技能與能力，甚至無法使用寶具。在召喚後只過了四天就戰敗了。
當他戰敗後被聖杯吸收時，由於安格拉·曼纽不是憑藉自己而授受眾人期望而成的英雄，本身就是一種聚集人類願望的存在，所以當他進入聖杯時，被具有許願功能的聖杯當作願望受理。由於聖杯要實現的願望已經決定，在這之後向聖杯所許的願望都會往惡意的方向去詮釋，藉此讓「世界一切之惡」真正誕生於世界上。

## 冬木市居民
藤村大河（Fujimura Taiga）
配音：伊藤美紀（日本）；錢欣／李明幸（台灣）；郭碧珍／鄧潔麗（香港）
身高：168cm，体重：53kg
穗群原学园的教師，是士郎的班導，暱稱「藤姊」。同时是弓道部顾问，剑道5段。非常討厭被稱為「老虎」（Tiger，發音和在日文「大河」相近），被這樣叫的話會非常生氣。但是身上帶著竹劍加上虎紋的皮帶，常被認為是虎迷。父亲是黑道老大，家里很有钱，不过还是经常去衛宮士郎家白吃白喝，是个天真率直的人。
游戏原作中出任“老虎道场”（由于玩家选错选项造成Bad Ending或者Dead Ending之后的检讨与提示单元）的主持。
美綴綾子（Ayako Mitsuzuri）
配音：水澤史繪（日本）；雷碧文／李明幸（台灣）；黃紫嫻（香港）
身高：162cm 体重：50kg 三围：B83/W58/H83（cm）
士郎的同學，擔任弓道部的社長，個性豪爽直快，不論在男女之間皆受歡迎，是遠坂凜的少數朋友之一。不管是班上還是部裡都是無遲到無缺席。一年級時跟士郎同班，視除了弓術之外別無所長的士郎為競爭對手。凜、綾子、士郎三人都沒有註意到三人間的微妙關係。在說真心話時會變男生口氣。名言是「美人不學武術是不行的」，最拿手的武器是薙刀。曾被Rider吸過靈力，因而對其有恐懼感。
柳洞一成（Issei Ryudou）
配音：真殿光昭（日本）；黃天佑（台灣）
身高：170cm 体重：58kg
與士郎同年級的學生會長，也是士郎的朋友，忠誠老實認真的好青年。身為柳洞家的長子，是柳洞寺的繼承人，具有看穿遠坂凜本質的尖銳洞察力，以前國中時也是當學生會長但凜是當學生副會長兩人經常對立，因此討厭凜。
冰室鐘
配音：中川里江（日本）；李明幸（台灣）
身高：157cm / 體重：48kg / 三圍：B84/W56/H85 / 頭髮：鼠灰色
遠坂凜的同班同學，眼鏡娘，本篇中完全沒出場的三人組之一，在2014年UBW動畫版出場。
為領導的位置。跟凜不怎麼親近。表情不太豐富，不知為何稍顯得老氣橫秋。雖然給人冷酷的形象，其實對戀愛的話題頗有興趣。在三人組中負責在後方很冷靜的吐別人嘈及鎮壓暴走的楓的角色。愛好是畫畫，所以本人的希望是進美術繪畫部，卻被蒔寺楓拉入田徑社成了跳高選手。除了應付貓和料理以外，無論是課業還是運動，各方面都相當擅長，某方面而言和凜的完美有些相似。父親是冬木市的市長，興趣是觀察人們。
蒔寺楓
配音：結下美智留（日本）；雷碧文（台灣）
身高：163cm / 體重：49kg / 三圍：B72/W56/H78 / 頭髮：褐色
遠坂凜的同學兼好友。通稱小寺（マキジ），本篇中完全沒出場的三人組之一，在2014年UBW動畫版出場。對由紀香的稱呼是「由紀」，鐘則是偶爾稱呼為「眼鏡」。
在三人組中負責在前方大聲喧嚷。為田徑社的短距離跑能者，有著「穗群之黑豹」這個稱號。除了短跑之外第二擅長的是游泳。把對方追到絕望為止是她的指導方針。個性相當隨性且粗枝大葉，相信毅力能化解一切。功課勉強稱得上是平平，唯獨歷史項目有大學教授般的水準。身在悠久家系，家教其實相當良好，甚至有完美的待客能力，同時也是少數能看穿凜的本性的人，即使如此，彼此還是保持著會在假日去逛古董店的友人關係。興趣為收集風鈴與玻璃飾品，假日常跟凛出去逛古董店，意外的是害怕怪談。曾將士郎誤認為慎二而試圖教訓他，誤會解開後向士郎下跪賠罪，稱士郎為「穗群原的布朗尼」。
三枝由紀香
配音：中尾衣里（日本）；李明幸（台灣）
身高：155cm / 體重：39kg / 三圍：B75/W57/H78 / 頭髮：赤茶色
遠坂凜的同班同學，本篇中完全沒出場的三人組之一，在2014年UBW動畫版出場。
總是帶著溫柔的笑容，個性謹慎。在三人組中負責在居中調停事宜，根據遠坂凛的說詞，她的笑容有治癒人的魔力成份存在。雖然害怕恐怖的話題，卻擁有強烈的靈感（無自覺），能看見靈體化的小次郎（Fate/hollow ataraxia）。擅長料理和家務，是標準的賢妻良母型，總是能將人帶往一股和諧安逸的氣氛中，跟只要能作出好吃的東西就會不惜金錢採購的衛宮士郎不同，是利用現有的材料作出好吃的東西。喜歡支援、家人、朋友。弱項是鬼話跟上物理課，沒有天敵。本來想進的是料理同好會，但被蒔寺楓強行拉去田徑社擔任經理，不過本人完全沒有運動神經。
後藤劾以
配音：葛城政典／市來光弘（日本）；林谷珍／孫誠（台灣）
士郎的同班同學。情報份子，在「Fate/hollow ataraxia」提供士郎第一手小道消息。時代劇愛好者，最喜歡的節目是《暴坊將軍》。似乎也是老虎老師眼中的問題學生。
螢塚音子
配音：野田順子（日本）；楊凱凱／傅暐霖（台灣）
士郎兼職打工酒屋「哥本哈根（コペンハーゲン）」的店長獨女，跟老虎是穗群高中時代的同學兼死黨，但就是硬被老虎叫成男孩子（日文：音=OTO=NE，男孩子=OTOKO）。跟老虎同為貓科。
魃
配音：田村由香里〈Réalta Nua〉（日本）
深山商店街中華飯店「泰山」的女性店長。

## 其他人物
衛宮切嗣（Kiritsugu Emiya）
配音：小山力也（日本）；林谷珍（台灣）；李家杰（香港）
衛宮士郎已故的養父，伊莉亞的父亲，為本作前傳「Fate/Zero」之主人公。由於浸染被汙染的聖杯，導致魔術迴路被掠奪八成、身體機能衰弱，于故事開始五年前去世，享年三十四岁。第四次聖杯戰爭的參加者，绰号是「魔術師殺手」，是Saber的御主，代表愛因兹贝伦一族出戰。擁有「固有时制御」可以將自身的時間速度做加速或減緩。冷酷無情，對目標貫徹到底毫不留情，然而卻在最後關頭命令Saber破壞聖杯。
與士郎共同生活後變成一位好父親，與藤村好像也很親近。士郎曾提到他“多次出国”，实际上都是试图回到愛因兹贝伦城堡带走伊莉雅蘇菲爾，但每次都受到結界拒絕，自身也因為身體衰弱而無力突破，屢屢無功而返。雖然在士郎的請求下，故意以錯誤的方式教他使用強化魔术及一些魔術世界的知识，但是不曾與士郎提有關聖杯戰爭的事情（沒想過死後士郎會參加聖杯戰爭），也沒有讓他繼承衛宫家的魔术刻印。
詳細資訊可以參照『Fate Zero 衛宮切嗣』。
遠坂時臣（Tokiomi Tohsaka）
配音：辻谷耕史／速水獎（日本）；劉傑／孫誠（台灣）
遠坂凜與間桐櫻的親生父親。代表遠坂家參與第四次聖杯戰爭，將遠坂家的事物交代給女兒凜之後就再也沒回到遠坂家。收言峰綺禮為其徒弟，因此在魔術上言峰與遠坂凜互為師兄妹。第四次聖杯戰爭中遭到言峰綺禮暗算而被殺害。
詳細資訊可以參照『Fate/Zero』。
莎拉（Sella）
配音：七緒春日（日本）；李明幸（台灣）
愛因茲貝倫所創造出來的鍊金生命體，伊莉雅的女僕長，負責照顧及教育伊莉雅，兼魔術指導。
不管狀況有多不利都保持著端正的禮儀跟適當的言語，為人一板一眼，相當嚴厲，和莉潔莉特相比個性較為死板不易溝通，實際上處處都為了伊莉雅著想，內心認為伊莉雅很可愛，為了讓伊莉雅成為完美無缺的大小姐天天努力中。不過屢次責備不以敬語跟伊莉雅打招呼的莉潔莉特，不過經常被反過來戲弄。 無法成為聖杯一部份的她，在伊莉雅完成使命後就是靜靜的在冬之城直到腐朽。外表嚴肅的她其實愛吃甜點跟怕鬼，對士郎的刻薄樣疑似是愛的表現。
在2015年動畫版UBW路線，被英雄王用多把劍擊中，但還未斷氣，及後被英雄王斬首而死。
莉潔莉特（Leysritt）
配音：宮川美保（日本）；傅暐霖（台灣）
愛稱為「莉茲」，愛因茲貝倫所創造出來的鍊金生命體，為伊莉雅的女僕。
跟雪菈不同，不在乎主僕關係，是以朋友的語氣跟伊莉雅交談，跟伊莉雅的關係很好。但是她對伊莉雅打招呼時經常惹雪菈生氣。本身為天之羽衣的一部份，肉體力量上遠遠超出常人的同時，在人的機能上比雪菈還要不足。當她為伊莉亚穿上天之羽衣時，自己的人格也會消失，形同死亡。平時為伊莉雅的護衛，以保護伊莉雅為己任，討厭惹伊莉雅哭的衛宮切嗣。擔任愛因茲貝倫城堡的主廚。擁有優秀的運動性，但一日活動時間只有十二小時，超過的話會削減她的生命，每三天跟雪菈交換巡邏的任務。胸圍的大小連櫻都得蹲在水邊憂鬱很久。
在2015年動畫版UBW路線，被英雄王斷臂，後來更被多把劍插死。
露薇亞潔莉塔·愛德斐爾特（Luviagelita Edelfelt）
配音：田村由香里〈Réalta Nua〉／伊藤靜（日本）；李明幸（台灣）
芬蘭的魔術名門，愛德爾菲特家的次期當家之一。愛德斐爾特曾參加冬木市的第三次聖杯戰爭，更在當地建有兩座「雙子洋館」，其結果為一死一重傷，自此對日本人還有遠坂家痛恨至極。
另有一說是，第三次聖杯戰爭時，雙子中的妹妹愛上了當時的遠坂家當家，在敗北之後嫁入遠坂家，並放棄當家之位，是遠坂時臣的母親、凜和櫻的祖母，而雙子中的姐姐則回到了芬蘭的本家，傳達了另一位「戰死」的消息。因此，她其实是凜和櫻的遠親。
在「Fate/Apocrypha」中，櫻被時臣安排過繼至其家族中，成为她的義妹兼另一位當家繼承者；而在「魔法少女伊莉雅」中的義妹則為來自平行世界的「神稚兒」--朔月美游，但美游在其家族沒有繼承者的身份，僅為女僕之一；而在前傳「君主·埃尔梅罗二世事件簿」中，則提及其雙胞胎妹妹在家鄉生活，不常與外人打交道。
因為家族過往的原因，加上與凛之間在各方面都有許多共通點，使兩人的關係非常惡劣。本人雖然外表是個大小姐，實際上除了魔術以外摔角功夫也不差。剛入學的凛可是確確實實的吃了一記後背摔。
在未來似乎認識士郎，並對她抱持一定程度的好感。在2015年動畫版UBW路線中所敘述，是在士郎剛到倫敦而迷路時所相識的。雖然家財萬貫，但極度討厭不必要的花費；但此設定在外傳「魔法少女伊莉雅」中截然相反。
羽斯緹婭·莉姿萊希·馮·愛因茲貝倫（Rizuraihi yustitsa Von Einzbern）
配音：小林沙苗〈Apocrypha〉／大原沙耶香〈Heaven's Feel〉（日本）；傅暐霖〈Heaven's Feel〉（台灣）
冬之聖女，第一代聖杯，在兩百年前與遠坂、馬基里、修拜因奧古合作在冬木市地下創造出大聖杯的魔法陣，被遠坂、馬基里所深深敬重的大魔道師。
據衛宮士郎所言當時的聖杯召喚儀式就是由她擔任鑰匙兼祭品的小聖杯。最後的她穿著天之服，就在酷似亞利桑那州的荒野下進行儀式，並在遠坂永人、間桐臟硯、澤爾里奇的眼中消逝在光的另一端。
《Fate/stay night》的HF路線十六日最後，顯現羽斯媞薩人格的伊莉雅出現在即將死亡的間桐臟硯面前，使間桐臟硯想起了最初的願望，也切斷他那為了追求目標而不斷的活下去的執着。
基修亞·澤爾里奇·修拜因奧古（Kischur Zelretch Schweinorg）
配音：西前忠久〈Réalta Nua〉／澤木郁也〈Heaven's Feel〉（日本）；林谷珍〈Heaven's Feel〉（台灣）
魔道元帥澤爾裡奇，是死徒二十七祖第3位，有寶石翁，魔道翁等稱號。與時鐘塔的校長布里西桑同為所羅門王的弟子。第二魔法的使用者，不斷的在平行世界中到處旅行。手下有許多弟子，遠坂也是其中之一，給遠坂家的功課是，無論花費多久的歲月，最終需要達到第二魔法的境界。在製作大聖杯的時候在冬木鎮出現過，為遠坂永人的師父，在HF篇裏收凜為弟子。
HF線結尾，凜前往時鐘塔接受魔術協會的質問，因其根源的顯現及管理者身分以及違反了必須隱匿魔術痕跡的大原則遭受彈劾，修拜因奧古表示自己身為遠坂的師父，弟子的不檢點他也得負上責任，願意開放三個徒弟名額來跟魔術協會進行等價交換，之後在魔術協會引起相當大的騷動，凜的處分也不了了之。事後和凜說自己對遠坂家感到相當開心，因遠坂家為眾弟子中最沒有天分的，但只傳了六代便達成目標。
遠坂永人
配音：上田燿司〈Heaven's Feel〉（日本）；吳愷笛〈Heaven's Feel〉（台灣）
200年前，協助聖杯降臨的遠坂家初代家主。關於聖杯戰爭，遠坂永人和當時瑪奇里家的家主瑪奇里·佐爾根（即後來的間桐臟硯）和里姿萊希·羽斯緹薩·馮·愛因茲貝倫一起被要求合作。
克勞蒂亞·奧爾黛西亞
配音：茅野愛衣〈Heaven's Feel〉（日本）；傅暐霖〈Heaven's Feel〉（台灣）
言峰綺礼的亡妻。
君主·艾爾梅洛伊二世（Lord El-Melloi II）
配音：浪川大輔（日本）；林谷珍（台灣）
英国人，本名韋伯·維爾維特。曾為時鐘塔的學生之一，後為凜和露維亞的導師，也曾短暫地指导過士郎。
為第4屆聖杯戰爭少數存活的Master之一，因受到Rider的鼓舞而獲得相當大的成長，在聖杯戰爭結束後為擴展自己的眼界而去環遊世界，期間萌生教育新生代魔术师的念頭。回歸英國後重振因當家身亡而差點沒落的阿其波盧德家族，並暫任君主一職，直至其義妹、「艾爾梅洛的公主」--萊尼斯繼任為止。詳情可參考「君主·埃尔梅罗二世事件簿」。
在第五次聖盃戰爭約十年後造訪了冬木市，與當時的遠坂家當主--凜一同出馬進行大聖盃的完全解體。由於魔術協會策劃復興大聖盃，造成雙方完全對立，在堪比聖盃戰爭的大騷動後，大聖盃成功解體。冬木市的聖盃戰爭，在此迎來完全的終結。
詳細資訊可以參照『Fate Zero韋伯·維爾維特』。

## 亞瑟王相關者
- 以下人物僅在Fate路線中提及。

梅林（Merlin）
配音：小林勝也／諏訪部順一〔Réalta Nua〕／櫻井孝宏〔Garden of Avalon〕（日本）；吳文民／孫誠（台灣）}}
亞瑟王時代的傳奇魔術師、冠位魔術師。曾擔任阿爾托利亞的劍術導師。當阿爾托利亞・潘德拉剛要拔出石中劍（Caliburn）時，曾告訴亞瑟王，當拔出這把劍時即不是一般人，而是被選定中的國王。
在《Fate/Grand Order》中正式以Caster身分登場。
莫德雷德（Mordred）
配音：桑島法子／澤城美雪〔Garden of Avalon〕（日本）；錢欣郁／李明幸（台灣）
亞瑟王與姐姐摩高斯的兒子，身為「圓桌武士」的一員。但是不為亞瑟王承認親子身分，也不願將王位讓與給他。因為亞瑟王的不信任感，最終興起最大規模叛亂，將圓桌武士團一分為二進行全面戰爭。原因據傳只是想得到亞瑟王對他能否成王的正確評價。當時率兵參戰的最後圓桌武士團多數站到了莫德雷德一方。
2006年動畫中Saber經常回想起只剩下她一人的最後決戰。
在《Fate/Apocrypha》中以紅之陣營的Saber身分登場；隨後的《Fate/Grand Order》中亦沿用《Fate/Apocrypha》的資料登場。
貝迪威爾（Bedivere）
配音：能登麻美子／三木眞一郎〔Réalta Nua、PS2版〕／真殿光昭〔Réalta Nua、PS Vita版〕／宮野真守〔Garden of Avalon〕（日本）；楊凱凱／李明幸（台灣）
亞瑟王的忠實部下，「圓桌武士」的一員。
傳說中最終決戰始終效忠亞瑟王並唯一生還的圓桌武士，最後在某處寺院中一生隱居。依照王的命令將誓約勝利之劍投湖，第三次才投入湖中還給湖中仕女。將誓約勝利之劍投湖後，貝德維爾回頭又將Saber攙扶到湖邊，讓她乘上船前往Avalon。
TV結局2006年動畫採用Fate路線此段。
PS2版裡，Fate路線所添加的新結局『Last Episode』當中，士郎在梅林的幫助下，回到了Saber身邊。
在《Fate/Grand Order》中登場。
凱
配音：小野大輔〔Garden of Avalon〕（日本）
亞瑟王的部下，「圓桌武士」的一員。
高文
配音：水島大宙〔Garden of Avalon〕（日本）
亞瑟王的部下，「圓桌武士」的一員。
在《Fate/Grand Order》中登場。
蘭斯洛特
配音：置鮎龍太郎〔Garden of Avalon〕（日本）
是亞瑟王的圓桌騎士團的成員之一，為身穿黑色盔甲的騎士。
在《Fate/Zero》當中以狂戰士的型態作為從使出現 ，並且以中古世紀的騎士與黑影纏繞的形象出現；隨後的《Fate/Grand Order》中亦沿用《Fate/Zero》的資料登場。
崔斯坦
亞瑟王的部下，「圓桌武士」的一員。
在《Fate/Grand Order》中正式以Archer身分登場。
摩根勒菲
烏瑟王的女兒。
格妮薇兒
亞瑟王（Saber）之妻。
烏瑟王
亞瑟王的父親。